# Union Carbide

Logo

Union Carbide is fabrikant van carbaryl, een chemisch bestrijdingsmiddel voor de land- en tuinbouw. Het bedrijf is in 2001 onderdeel geworden van de Dow Chemical Company.

## Geschiedenis
De Union Carbide Company werd gesticht in 1898 en in 1917 zijn hieruit andere ondernemingen voortgekomen, waaronder de Union Carbide & Carbon Corporation. In 1939 fuseerde Union Carbide met de Bakelite Corporation, een bedrijf dat werd gesticht door dr. Leo Baekeland, een pionier in plastic (bakeliet). In de jaren '70 is Union Carbide in samenwerking met Exxon Chemical Company begonnen met onderzoek naar het produceren van polyethyleen.

## Fabrieksrampen

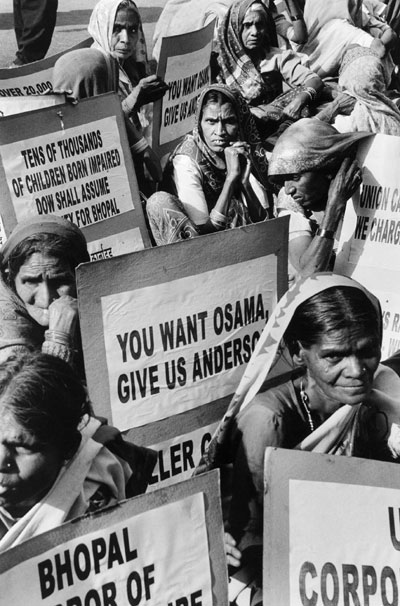
Protest in Bhopal

In België is Union Carbide negatief in de media gekomen door de explosie op 10 februari 1975 om 06.02 uur van de polyetheenfabriek op de rechter Schelde-oever. Hier waren 10 doden en een 20-tal gewonden te betreuren. Oorzaak was waarschijnlijk een lek van vloeibaar ethyleen in de aanzuigleiding naar de hoge-drukcompressie.
Union Carbide is het bekendst door de giframp in Bhopal in 1984, waarbij meer dan zestienduizend mensen stierven door uitstoot van het giftige methylisocyanaat (MIC).
De toenmalige CEO van Union Carbide, Warren Anderson, die in 1986 met pensioen is gegaan, werd in Bhopal aangeklaagd wegens dood door schuld (culpable homicide). De Indiase overheid heeft Anderson altijd als voortvluchtig crimineel beschouwd. Hoewel ze de Verenigde Staten meerdere keren verzocht Anderson uit te leveren voor een proces, liet ze, onder druk van de Amerikaanse overheid, na de vervolging krachtig en voortvarend door te zetten. Anderson heeft nooit verantwoordelijkheid genomen voor deze milieuramp en is 29 september 2014 overleden op 92-jarige leeftijd in Vero Beach Florida.
Ondanks een overeenkomst met de Indiase overheid tot het betalen van een schadevergoeding, wijst Union Carbide de verantwoordelijkheid voor de ramp van de hand en geeft de schuld aan terrorisme en industriële sabotage.
Een ramp van soortgelijke grootte als de giframp in Bhopal gebeurde tijdens de bouw van een waterkrachtcentrale in 1927 vlak bij Gauley Bridge, West Virginia, USA. Dit ongeluk kreeg de naam Hawk’s Nest Incident. Tijdens de bouw van een tunnel met een lengte van 5 kilometer, werd gebruikgemaakt van silica. Union Carbide wist van de gevaren van deze stof, maar in tegenstelling tot de gediplomeerde werknemers, kregen de ongediplomeerde werknemers geen beschermende maskers tijdens het werk. Het resultaat was dat duizenden werknemers, voornamelijk arm en gekleurd, stierven aan de gevolgen van stoflongen. De meeste stierven binnen 12 tot 18 maanden, waardoor de verantwoordelijkheid voor de ramp niet of nauwelijks te bewijzen was. De families van deze slachtoffers konden hierdoor geen aanspraak maken op schadeloosstelling van Union Carbide.